# Aforia
Aforia là một chi ốc biển, là động vật thân mềm chân bụng sống ở biển trong họ Turridae.

## Các loài
Các loài thuộc chi Aforia bao gồm:
- Aforia abyssalis Sysoev & Kantor, 1987[2]
- Aforia circinata (Dall, 1873)[3]
- Aforia crebristriata (Dall, 1908)[4]
- Aforia goniodes (Watson, 1881)[5]
- Aforia goodei (Dall, 1890)[6]
- Aforia hondoana (Dall, 1925)[7]
- Aforia indomaris Sysoev & Kantor, 1988[8]
- Aforia inoperculata Sysoev & Kantor, 1988[9]
- Aforia insignis (Jeffreys, 1883)[10]
- Aforia kincaidi (Dall, 1919)[11]
- Aforia kupriyanovi Sysoev & Kantor, 1987[12]
- Aforia lepta (Watson, 1881)[13]
- Aforia magnifica (Strebel, 1908)[14]
- Aforia moskalevi Sysoev & Kantor, 1987[15]
- Aforia multispiralis Dell, 1990[16]
- Aforia okhotskensis Bartsch, 1945[17]
- Aforia sakhalinensis Bartsch, 1945[18]
- Aforia staminea (Watson, 1881)[19]
- Aforia tasmanica Sysoev & Kantor, 1988[20]
- Aforia trilix (Watson, 1881)[21]

## Hình ảnh

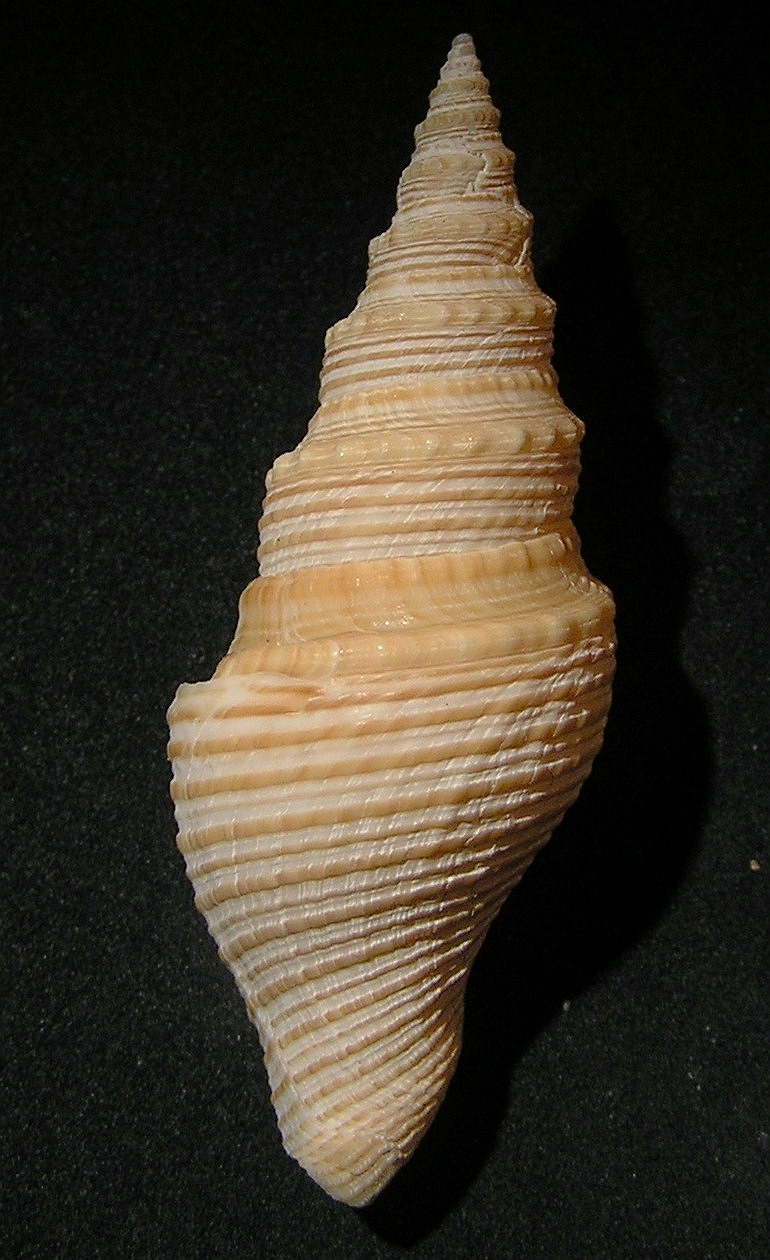